# Râul Dilcova
Râul Dilcova este un curs de apă, afluent al Văii Plopilor.